# Bois Noirs (monts du Forez)
Pour les articles homonymes, voir Bois Noirs.
Ne doit pas être confondu avec Bois Noirs (Livradois).
Les Bois Noirs sont un massif forestier français, situé dans le nord du Massif central, à la limite des départements de l'Allier, de la Loire et du Puy-de-Dôme.

## Géographie
Le massif a une superficie de plus de 60 km2 (6 000 ha). Il tire son nom des sapinières compactes qui le couvrent, constituant l'une des plus anciennes forêts de sapins pectinés d'Europe. On trouve également du hêtre (spontané), du sapin de Douglas et de l'épicéa (espèce introduite).
Son point culminant est le puy de Montoncel (1 287 m), constituant un tripoint pour les trois départements et point culminant de l'Allier. Le massif des Bois Noirs, de direction nord/sud, forme le prolongement septentrional des monts du Forez, bordé à l'ouest par les monts de la Madeleine et au nord par la Montagne bourbonnaise. Il s’élève entre la Limagne (plaine de l’Allier) à l'ouest et la région de Roanne (plaine de la Loire) à l'est. Il est délimité au nord-est par la vallée du Sichon et au sud par la vallée de la Durolle.
Le massif abrite de nombreuses sources et ruisseaux, formant par endroit des tourbières. La Besbre y prend sa source.

## Histoire
À partir de la fin du XIXe siècle, son bois a commencé à être exploité, avec l'installation de scieries sur les bords du Sichon et de la Besbre.

## Activités
Le massif est un lieu prisé de randonnée et le sentier de grande randonnée 3 le traverse dans un axe nord - sud. Il constitue également une base de la Fédération française de cyclisme pour le VTT ,.

## Conservation de la nature
Une partie des Bois Noirs fait partie du parc naturel régional Livradois-Forez donc elle marque la limite septentrionale. Plusieurs zones du massif forestier sont classées Natura 2000.